# Giovanni Brunelli
Giovanni Brunelli (né le 23 juin 1795 à Rome et mort le 21 février 1861 à Osimo) est un cardinal italien du XIXe siècle. 

## Biographie
Brunelli exerce diverses fonctions au sein de la Curie romaine, notamment auprès de la Congrégation pour la doctrine de la foi. Il est élu archevêque titulaire de Thessalonique (de) en 1845 et envoyé comme nonce apostolique en Espagne. Le pape Pie IX le crée cardinal in pectore lors du consistoire du 15 mars 1852. Sa création est publiée le 7 mars 1853. 
Le cardinal Brunelli est préfet de la Congrégation des études. Il est transféré au diocèse d'Osimo et Cingoli en 1856.

## Succession apostolique
Giovanni Brunelli a ordonné les évêques suivants :
- Cardinal Manuel Joaquín Tarancón y Morón (1848)
- Évêque Joaquín Fernández Cortina (es) (1848)
- Évêque Buenaventura Codina y Augerolas (es), C.M. (1848)
- Évêque Gregorio Sánchez y Jiménez, O.S.H. (1848)
- Archevêque José Domingo Costa y Borrás (it) (1848)
- Évêque Anacleto Meoro y Sánchez (1848)
- Évêque Juan Gilberto Ruiz Capucín y Feijó (1848)
- Évêque Domingo Canubio Alberto, O.P. (1848)
- Évêque Francisco Javier Rodríguez y Obregón (1848)
- Évêque Santiago Rodríguez Gil, O.P. (1848)
- Évêque Manuel Arias Teijeiro de Castro (es) (1848)
- Évêque Manuel Anselmo Nafría (1848)
- Évêque Gaspar Cos y Soberón (1848)
- Évêque Damián Gordo y Sáez (ca) (1848)
- Évêque Salvador Sanz Grado (1850)
- Patriarche Tomás Iglesias y Barcones (es) (1850)
- Archevêque Nicolás Luis Lezo y Garro (1850)
- Cardinal Luis de la Lastra y Cuesta (1852)
- Évêque Francisco Landeira y Sevilla (1852)
- Évêque Antonio María Sánchez Cid y Carrascal, C.O. (1852)
- Évêque Cipriano Juárez y Berzosa (1852)
- Cardinal Fernando de la Puente y Primo de Rivera (1852)
- Évêque Vicente Horcos y San Martín, O.S.B. (1853)
- Évêque Benedetto Riccabona de Reichenfels (1854)
- Patriarche Pietro de Villanova Castellacci (de) (1854)
- Cardinal Lorenzo Barili (1857)